# Жупан, Иосиф Васильевич
Иосиф Васильевич Жупан (22 июня 1904, Барбово, Австро-Венгрия — 6 декабря 1987, Мукачево) — советский украинский писатель

, педагог, автор учебников для национальных меньшинств. Член Союза писателей УССР (1960).

## Биография
Иосиф Жупан родился 22 июня 1904 года в селе Барбово (ныне — Закарпатская область). В 1924 году окончил Мукачевскую учительскую семинарию.
В 1941 году при тогдашней венгерской власти был занесён в список неблагонадёжных и депортирован в Сексардскую жупу, где семья проживала как политзаключённые.
В 1956 году окончил исторический факультет Ужгородского университета.
Работал учителем, директором школы, директором Мукачевского историко-краеведческого музея, также на издательской работе. Возглавлял ужгородскую редакцию издательства «Освита», закарпатскую организацию Союза писателей УССР.
Писал на русском языке. Дебютировал в 1922 году стихотворением «Карпаты». С начала 30-х годов печатал рассказы о народной жизни в закарпатской прессе. Большинство рассказов Жупана имеют документальную основу, воспроизводят подпольную антифашистскую борьбу на Закарпатье, историю и современную жизнь села. Автор ряда учебников для венгерских школ Закарпатья. Отдельные его произведения переведены на украинский, венгерский, словацкий, чешский, английский, французский, испанский и итальянский языки.
Иосиф Жупан воспитал сына Ивана.
Умер 6 декабря 1987 года в Мукачеве, похоронен там же. В Мукачеве в честь Жупана была названа одна из улиц.

## Работы
- Тёплый хлеб, 1958;
- Багряное небо, 1961;
- Кукла, 1964;
- Падающие звёзды, 1968;
- Ждём тебя, 1972;
- Высокосный год, 1974;
- Яблоня цветёт, 1980;
- Родные берёзки, 1984;
- Недопетая песня, 1986.